# آمر دلیچ
 آمر دلیچ (انگلیسی: Amer Delić؛ زادهٔ ۳۰ ژوئن ۱۹۸۲) یک تنیس‌باز اهل ایالات متحده آمریکا است.